# René Viguier
René Viguier (1880 -1931) fue un botánico y paleontólogo francés.
Se especializó en fósiles vegetales, en micología y en leguminosas.
Fue profesor titular de la Cátedra de Botánica Colonial en la "Facultad de Ciencias de París".

## Algunas publicaciones
- 1931. Archives de botanique [...] Tomo V. Mémoires. Caen, Francia Copia en línea Archivado el 4 de marzo de 2016 en Wayback Machine.

- 1928. Archives de botanique [...] Tomo II. Mémoires. Caen, Francia Copia en línea Archivado el 4 de marzo de 2016 en Wayback Machine.

## Honores
Se nombra a a las especies Euphorbia viguieri, Pongamiopsis viguieri en su honor.
- La abreviatura «R.Vig.» se emplea para indicar a René Viguier como autoridad en la descripción y clasificación científica de los vegetales.[1]

Se poseen 388 registros IPNI de sus identificaciones y nombramientos de nuevas spp.